# Oncidium befortianum
Oncidium befortianum är en orkidéart som beskrevs av Willibald Königer. Oncidium befortianum ingår i släktet Oncidium och familjen orkidéer. Inga underarter finns listade i Catalogue of Life.